# Zentralmarkt (Phnom Penh)

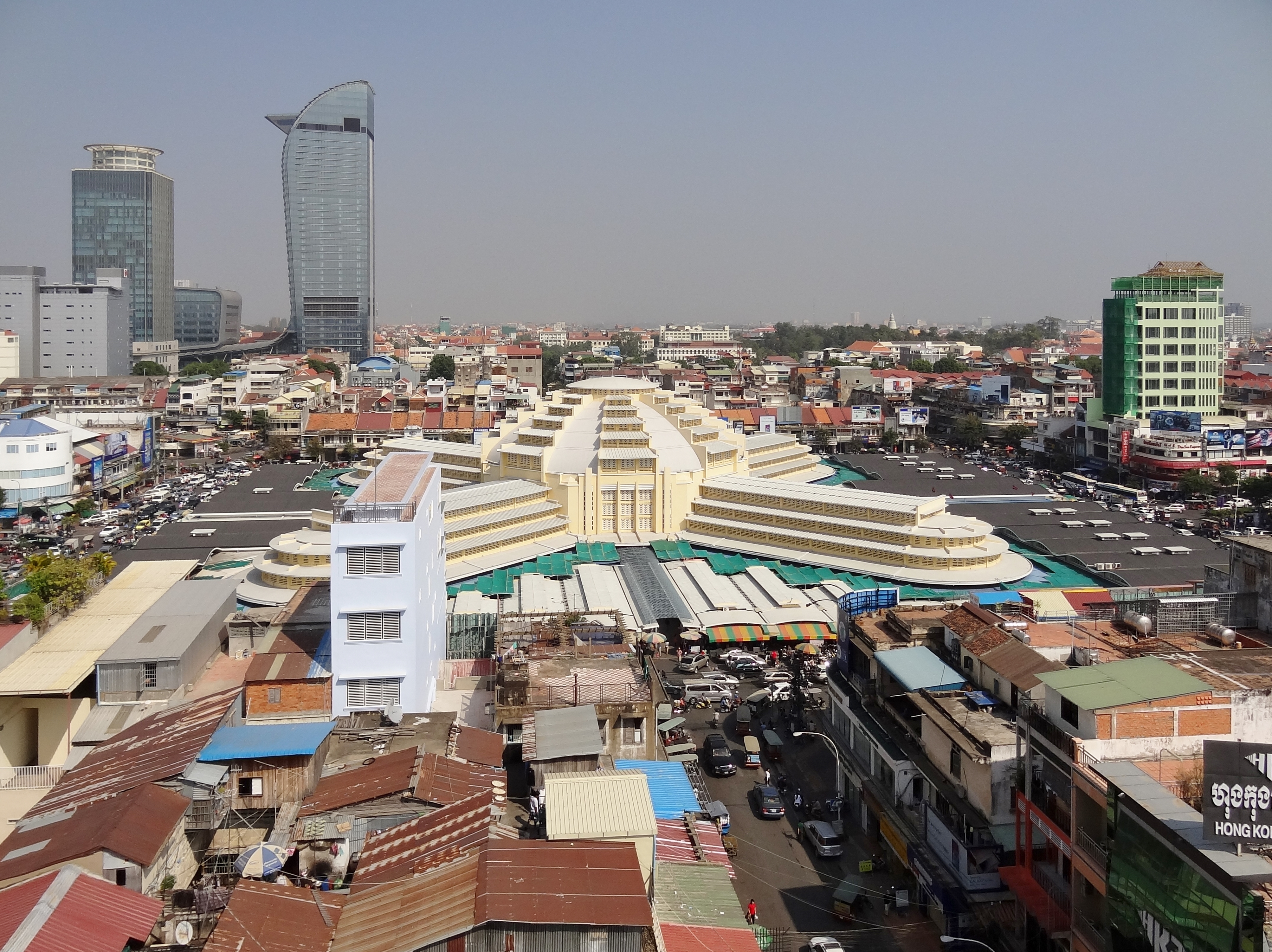
Südansicht des Zentralmarktes

Der Zentralmarkt, Khmer ផ្សារធំថ្មី, Phsar Thmei („Neuer Markt“) oder Phsar Thom Thmey  („Neuer großer Markt“), wurde in den Jahren 1935 bis 1937 in der kambodschanischen Hauptstadt Phnom Penh errichtet. Der Entwurf des Zentralbaus im Art déco stammt von den französischen Architekten Louis Chauchon und Jean Desbois unter Mitwirkung des Ingenieurs Wladimir Kandaourow.

## Lage und Beschreibung

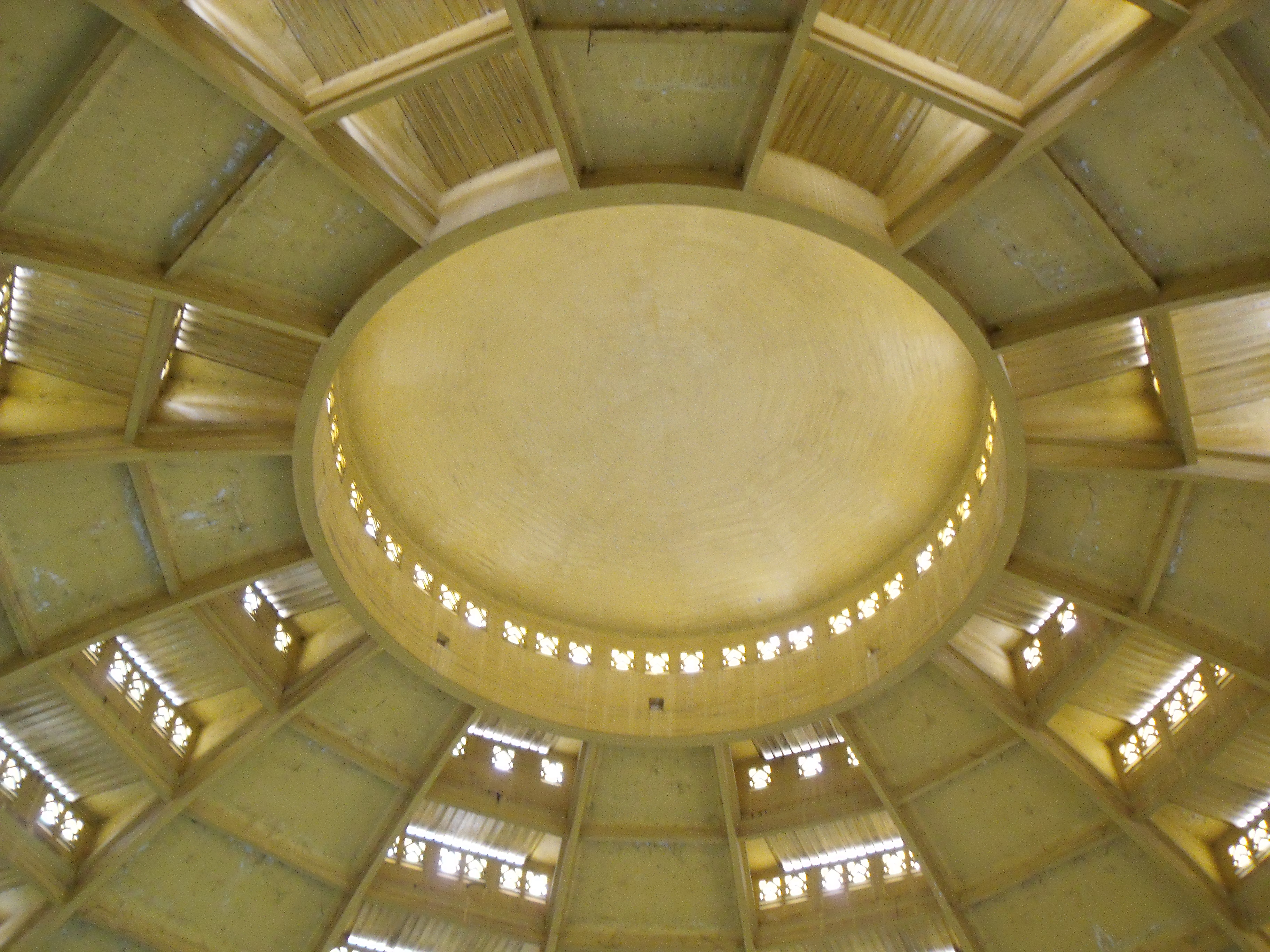
Kuppel des Zentralmarktes

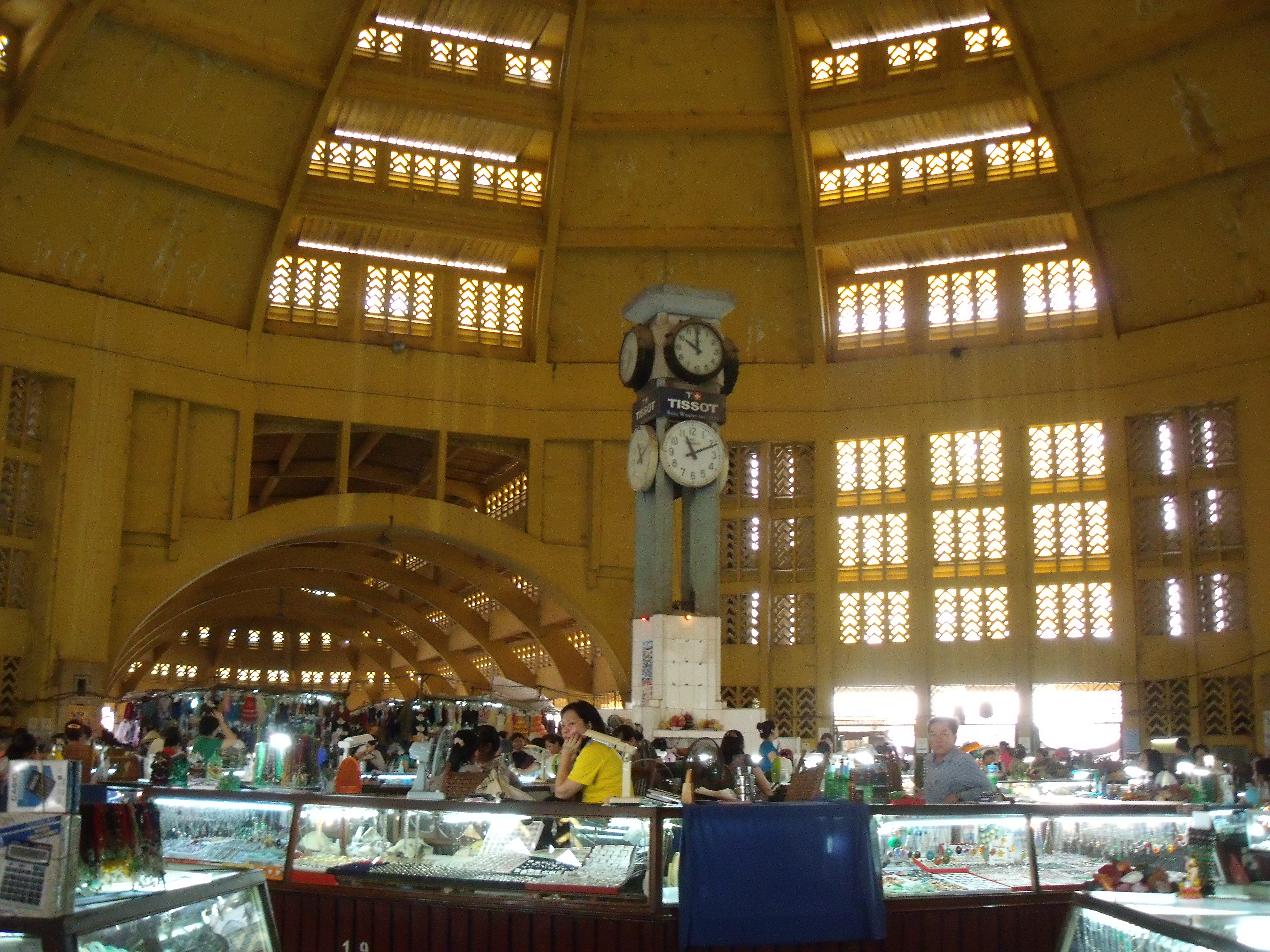
Verkaufsfläche des Zentralmarktes

Der Zentralmarkt bildet das ungefähre geografische Zentrum der Stadt und ist als Orientierungspunkt bestens geeignet. Er breitet sich auf einem größeren Platz östlich des Monivong-Boulevards aus und besteht aus einem zentralen 26 Meter hohen Kuppelbau mit einem Durchmesser von 45 Metern und vier 44 Meter langen Gebäudearmen.
Das Bauwerk schützt die in ihm befindlichen Marktstände vor Sonne und Regen. Darüber hinaus ist es von zahlreichen Öffnungen durchsetzt, und die Gebäudearme stehen auf Säulen, so dass aufgrund der Winddurchlässigkeit für angenehme Temperaturen gesorgt ist. Angeboten wird das gesamte Spektrum ost- und südostasiatischer Waren, also insbesondere – jeweils bevorzugt als Kopien westlicher Markenprodukte – Bekleidung, Schuhe, Taschen, Sonnenbrillen, Uhren und DVDs, aber auch Haushaltsgegenstände und elektronische Geräte, Moskitonetze, Bücher, Schmuck, örtliches Kunsthandwerk, Spielzeug sowie land- und fischereiwirtschaftliche Erzeugnisse und Blumen.

## Geschichte
Vor 1935 bestand die Gegend um den Markt aus einem Feuchtgebiet, in dem sich das Wasser während der Regenzeit in einem See sammelte. Ständig auftretende Überflutungen in dieser Jahreszeit sind ein Relikt dieser Vergangenheit. Erwähnenswert ist zudem, dass vor der Trockenlegung des Feuchtgebiets das Stadtgebiet von Phnom Penh vom Norodom-Boulevard im Westen und dem Ufer des Tonle Sap im Osten eingegrenzt war. Die Trockenlegung war Ausgangspunkt für die spätere Expansion der Stadt nach Westen in damals vom Reisanbau geprägte Gebiete.
Erbaut wurde der Markt von August 1935 bis Juni 1937, er wurde vom französischen Staat gespendet. Der Zentralmarkt war bis in die 1970er Jahre das Handelszentrum von Phnom Penh.

### Erneuerung 2009–2011
Von Januar 2009 bis Februar 2011 wurde der Zentralmarkt komplett renoviert. Das ursprüngliche Erscheinungsbild des Gebäudes wurde hierbei so weit wie möglich erhalten. Zwischen den Gebäudearmen entstanden zusätzliche überdachte Verkaufsbereiche. Zudem wurden die Strommasten erneuert, neue Bäume gepflanzt, neue Verkehrszeichen angebracht und Wegplatten erneuert, außerdem wurden Teile der Straße um den Markt erneuert.
Aufgrund des nur 15 Zentimeter unter der Oberfläche liegenden Grundwasserspiegels wurde zudem ein neues Drainagesystem gebaut. Das Projekt wurde mit 4,5 Mio. € von der Agence Française de Developpement (AFD) unterstützt. Die Neueröffnung fand am 25. Mai 2011 statt.